# Thyridorhoptrum baileyi
Thyridorhoptrum baileyi is een rechtvleugelig insect uit de familie sabelsprinkhanen (Tettigoniidae). De wetenschappelijke naam van deze soort is voor het eerst geldig gepubliceerd in 1977 door Pitkin.